# 長絲魮
長絲魮（学名：Barbus longifilis）為輻鰭魚綱鯉形目鯉科魮屬的其中一個種。該物種分布於非洲剛果民主共和國Nya-Barongo與Loama河，體長可達26公分。

## 扩展阅读
維基物種上的相關：長絲魮